# Boricio
Boricio, Boricius o Bortz (en húngaro: Borc) fue un líder cumano del siglo XIII. Se convirtió voluntariamente al cristianismo en 1227, reconociendo la suzeranía del reino de Hungría. Al año siguiente, se estableció la diócesis de Cumania en sus tierras a lo largo del río Siret en la actual Rumania. 

## Nombre
Su nombre aparece en varias formas en los documentos de la época. Una carta papal de 1227 y  ciertos documentos de la orden dominicana se refieren a él como Bortz, mientras que la crónica de Emo de Frisia lo llama Boricius. Se considera ampliamente que se corresponde con Begovars, que dirigió a los cumanos que ayudaron al duque Béla en su ataque al principado de Galicia-Volinia en 1229, según la Crónica de Galitzia y Volinia. El Commentariolum de provinciae Hungariae originibus (1259) y las narraciones posteriores de los dominicos en Hungría distinguen dos jefes cumanos bautizados de esa época: el primero se llama Brut, Bruch o Bauch, mientras que el nombre del segundo jefe se registra como Bembroch, Bernborch, Breroth, Bibrech o Membrok. Según el historiador húngaro György Györffy, el segundo líder, Membrok, era hijo de Bortz. El historiador rumano Ioan Ferenț consideraba que Bortz y Membrok eran la misma persona.
El nombre Bortz se puede identificar con la palabra turca bars, que significa "pantera" o "leopardo", o burč, que se usaba con el significado de "pimienta" o borč, menos probable, equivalente a "deuda". Según Szilvia Kovács, esta correlación está respaldada por la versión eslava oriental antigua de su nombre, Begovars, ya que el primer elemento del nombre puede conectarse con el túrquico bey o beg.

## Biografía
Es plausible que su tribu, los burčoğli (antiguo eslavo oriental: burchebichi, húngaro: borcsol), viviera en el territorio entre los ríos Dniéper y Oril en la actual Ucrania. Según la crónica de Emo de Frisia, Bortz (Boricius) era "el cuarto en rango entre los principales líderes cumanos". Según Kovács, tras la batalla del río Kalka (1223), la jerarquía dentro del pueblo cumano era la siguiente: Bastyj ejercía como jefe supremo de los cumanos, Köten y Bačman ocupaban el segundo o tercer lugar, mientras que Bortz ocupaba el cuarto lugar entre ellos. Después de la derrota, Bortz y su gente huyeron hacia el oeste, estableciéndose con su grupo , los "cumanos del Danubio" en el área entre el Bajo Danubio y los Cárpatos del sureste. Su residencia fue Karabuna, ( Tatarbunary, actual Ucrania), donde ya se habían asentado otras tribus cumanas en las décadas anteriores.
El camino para la conversión de los cumanos se abrió tras su derrota en el río Kalka. Bortz y otros cumanos buscaron la ayuda de Hungría para defenderse de una posible próxima invasión mongola. El rey Andrés II de Hungría nombró a su hijo mayor, Béla, duque de Transilvania en 1226. El duque Béla, que quería expandir su autoridad sobre las tribus cumanas vecinas, apoyó las actividades misioneras de los frailes dominicos. El casi contemporáneo Alberico de Trois-Fontaines escribió que el hijo de un cacique cumano (posiblemente Membrok) visitó a Roberto, arzobispo de Esztergom en 1227, y le pidió al prelado que lo bautizara a él y a sus doce siervos. Membrok también informó de que su padre y sus dos mil súbditos también estaban dispuestos a ir a Transilvania para bautizarse. 
Roberto aceptó la oferta y partió a Transilvania con tres prelados húngaros: Bartolomé le Gros, obispo de Pécs; Bartolomé, obispo de Veszprém, y Reinaldo de Belleville, obispo de Transilvania. Según la crónica de Emo, se encontraron con el cacique cumano Bortz y lo bautizaron a él y a sus siervos en presencia del duque Béla. Bortz también se sometió a sí mismo y a su pueblo al monarca húngaro. Un relato dominico afirma que el rey Andrés II se convirtió en el padrino de bautismo de Membrok. Es posible que Roberto y sus tres sufragáneos cruzaran la frontera a través de los Cárpatos y los bautismos tuvieran lugar en Cumania. El número de cumanos bautizados con su jefe varía de una fuente a otra. Emo especificó un "gran número", Alberic anotó quince mil, y las crónicas austriacas Vatzonis, Leobiense y Claustroneuburgense describieron diez mil conversos. A cambio del juramento de lealtad de Bortz, Andrés II otorgó privilegios de libertad y la posesión de tierras en Transilvania a los cumanos. La conversión de miles de cumanos fue seguida por la creación del obispado católico de Cumania. Según Alberico, el arzobispo Roberto consagró al fraile dominico Teodorico obispo de la nueva diócesis en 1228. El territorio del obispado se superponía con el dominio de Bortz a lo largo del río Milcov.
El hermano menor de Béla, Andrés, príncipe de Galicia-Volinia, fue expulsado de su principado en la primavera de 1229. Béla decidió ayudarlo a recuperar su trono. El duque lanzó una campaña militar contra Daniel de Galicia, recibiendo el apoyo de Bortz y su tribu. Béla cruzó los Cárpatos y puso sitio a Hálych junto con sus aliados cumanos en 1229 o 1230. Daniel también fue apoyado por otros cumanos, bajo el liderazgo de Köten. Es posible que Bortz y su ejército se unieran a las fuerzas de Béla desde fuera de las montañas. La expedición húngara terminó en fracaso, Béla no pudo apoderarse de Hálych y retiró sus tropas. Un diploma papal narra que Bortz y sus cumanos conversos estaban bajo constante amenaza de tres lados, el Sultanato de Rûm, los cumanos paganos vecinos y los brodnici, y los valacos ortodoxos y los búlgaros. Debido a su peligrosidad, el Papa Gregorio IX declaró que eximía a "Cumania" (es decir, la tierra de Bortz) de la autoridad del rey de Hungría el 1 de octubre de 1229, sometiéndolos directamente a la tutela de la Santa Sede. Bortz murió "como un buen cristiano" antes de la primera invasión mongola de Hungría en 1241, según fuentes dominicas. Fue enterrado en la capilla de la Virgen María construida por los dominicos en Buda.